# Bonatea volkensiana
Bonatea volkensiana là một loài thực vật có hoa trong họ Lan. Loài này được (Kraenzl.) Rolfe mô tả khoa học đầu tiên năm 1898.